# 大桶張氏
《玉條脫》或稱《大桶张氏》是宋人傳奇，王明清的《投轄錄·玉條脫》與廉布的《清尊錄·大桶張氏》皆著錄。
《玉條脫》描寫“大桶張氏”移情別戀的故事。大桶張氏在京城是富豪，父母早亡，張氏少東很早自主，靠著放高利贷致富。張家少東在“如部曲”孫助教家遇其女兒，容色絕世，便要求娶她。還取下手臂上的玉條脫（玉手鐲）作為定情之物，才饮罢而去。這是高攀的婚事，孙家惊喜莫名。後來張家少東背棄婚約、另攀高門。孫氏女得知被拋棄，很生氣，以被蒙頭死去。其父母悲傷，請仵作鄭三來收屍。鄭三見死者手上戴有玉條脫，值數十萬錢，心生貪念，就告訴孫助教說自己“有一園在州西”，可葬死者。半夜，鄭三開棺打算取下死者手上貴重物品時，孫氏女突然醒來。鄭生騙說被孫助教因她“不肯嫁”很生氣，打算活埋孫氏女。後來孫氏女便跟著鄭三住在一塊，過著夫妻般的生活，但苦無子女。孫氏女仍不忘张氏，心中忿恚，幾次要前往張家討回公道，都被鄭三勸阻。
崇寧元年鄭三離家去永安服役，臨行前叫鄭母要看好媳婦，別讓她出門。一日孫氏女趁鄭母午睡，一個人租車去張家，見到少東大罵他是愛情騙子。少東以為見鬼，嚇了一跳，孫氏女曳其衣且哭且骂，兩人一直拉扯，最後孫氏女被張氏推倒，仆地而死。此事驚動官府，鄭三以盜發墳墓被流放，不久遇赦。張家少東被處以杖刑，又因驚嚇過度，死獄中。

## 評價
《玉条脱》這篇故事可能有真實成份，文中说:“是时吴拭顾道尹京云。”，而且“大桶張氏”在宋朝是著名的富戶，據說以販酒起家，《曲洧舊聞》卷七記載有“大桶張宅園子正店仙睿”。廉布的《清尊錄》也收錄《大桶張氏》一文，故事情節與《玉条脱》稍有出入，現在已無法判斷其先後順序。此文流傳甚廣，可說是最早盗墓“屍活成婚”型故事。學者谭正璧認為《醒世恒言》收錄的小说《闹樊楼多情周胜仙》的原型就是《大桶张氏》。《夷坚支庚》卷一《鄂州南市女》內容亦与《大桶张氏》相类似。